# ALOHAnet
Aloha – radiová síť vybudovaná pro spojení univerzit na Havaji v 70. letech. Podle ní je nazvaná i neřízená distribuovaná metoda. Vznikla na univerzitě na Havajských ostrovech, využívá rádiového přenosu éterem. Nekontroluje stav přenosového média (Nedívá se, zda už někdo vysílá). Pokud některá ze stanic chce něco vysílat, tak prostě pošle zprávu. Pokud do určité doby nedostane potvrzení, pošle zprávu znovu. Potvrzování musí být řešeno na vyšších vrstvách, například transportní.
Metoda nevyžaduje žádnou řídící stanici, každá stanice se snaží vstupovat do sítě na základě vlastního odhadu situace provozu sítě. Tato metoda je velmi jednoduchá a dala se aplikovat asi do 20% zatížení sítě. Při větším zatížení (pokud soupeřilo o vysílání více stanic) docházelo k přetížení až zahlcení sítě opakováním zprávy.
ALOHA patří k nejstarším protokolům s náhodným přístupem, který byl poprvé publikován v roce 1970 na univerzitě v Hawaii a později byl také poprvé použit v družicovém systému se stejným názvem. Stručně popsané metody mnohonásobného přístupu umožňují sdílení rádiového prostředí (obecně přenosového média) mnoha účastníkům. Jejich terminály a řídící zařízení systému vytvářejí složitou komunikační síť, mající různou topologii a používající buď centrální nebo distribuované řízení. V případě, kdy místo společného přenosového média s přístupem pro všechny účastníky je použit systém s jednorozměrnou topologií a terminálovým řízením, např. spojení bod-bod (PP, Point to Point) nebo spojení bod-více bodů (PM, Point to Multipoint), vystačí k jeho provozu vhodné metody multiplexování. Multiplexování je proces sdružování signálů z několika samostatných zdrojů do jednoho výsledného signálu, vhodného k dalšímu přenosu komunikačním kanálem. Opačným procesem je demultiplexování, při kterém jsou ze signálu vzniklého multiplexováním získány jednotlivé původní signály.
Taktovaná Aloha – koncová stanice může zahájit vysílání pouze v pevně stanovených okamžicích (čas je rozdělen do slotů). Maximální dosažitelné využití kapacity se tak téměř zdvojnásobí.
Odvozenými metodami řízení sítě jsou např. CSMA, CSMA/CA a CSMA/CD.